# 25. април
25. април (25. 4.) је 115. дан у години по грегоријанском календару (116. у преступној години). До краја године има још 250 дана.

## Догађаји
- 1512 — Турски султан Селим I ступио на престо.
- 1644 — Збачена је кинеска династија Минг када је цар Чонг Џен извршио самоубиство током сељачког устанка који је предводио Ли Зиченг.
- 1788 — За време Аустријско-турскog ратa (1788-1791), хабзбуршка војска преоитима Шабац од Османлија.
- 1792 — На погубљењу друмског разбојника Жака Пелетјеа на Тргу Де Грев у Паризу у Француској први пут употребљена гиљотина.
- 1859 — Почело је копање Суецког канала према пројекту конзула Француске у Александрији Фердинанда де Лесепса.
- 1915 — Искрцавањем британских, француских, новозеландских и аустралијских војника на полуострво Галипоље почела је Галипољска операција, једна од највећих битака у Првом светском рату.
- 1920 — Пољске трупе упале у Украјину, брзо напредовале и 6. маја заузеле Кијев. Миром у Риги 12. марта 1921. Пољска добила од Совјетске Русије територију с више милиона Украјинаца и Белоруса.
- 1945 —
  - Совјетске и америчке трупе среле се, први пут у Другом светском рату, код места Торгау у Немачкој.
  - У Сан Франциску 45 земаља антихитлеровске коалиције, укључујући Југославију, почело оснивачку конференцију Уједињених нација.
- 1974 — У Португалу у Револуцији каранфила оборен је аутократски режим Марсела Каетана.
- 1975 — На првим слободним изборима после пола века победила Социјалистичка партија Марија Соареша.
- 1980 —
  - Мисија командоса САД, која је требало да спасе 53 члана амбасаде САД у Техерану, држане као таоце, пропала у иранској пустињи после погибије осам Американаца у судару хеликоптера са авионом.
  - Срушио се дански "боинг 727" који је превозио британске туристе на линији Манчестер-Тенерифе. Погинуло свих 146 путника и чланова посаде.
- 1982 — Последњи израелски војници напустили Синај, окончавши петнаестогодишњу окупацију тог египатског полуострва.
- 1993 —
  - На референдуму у Русији 62% гласача подржало реформе председника Бориса Јељцина.
  - У присуству мировног посредника, лорда Овена, председници Југославије, Србије и Црне Горе Добрица Ћосић, Слободан Милошевић и Момир Булатовић покушали да убеде лидера Републике Српске Радована Караџића да потпише коригован Венс-Овенов мировни план. Наредног дана Скупштина Републике Српске одбила план, рат у Босни настављен, а Југославији пооштрене санкције међународне заједнице.
- 1994 — У Лондону формирана Контакт-група за координацију дипломатских акција САД, Русије и Европске уније у рату у Босни.
- 1999 — Авијација НАТО срушила друмско-железнички Жежељев мост, већ оштећен у три напада претходних дана. Нови Сад тако остао без последњег од три моста на Дунаву.
- 2000 — У Београду убијен директор „Југословенског аеротранспорта“ Жика Петровић.
- 2002 — Русија саопштила да су руске трупе убиле Катаба, једног од најтраженијих људи у земљи, чеченског лидера арапског порекла, за којег се сумњало да има блиске везе са Ал Каидом.
- 2004 — За председника Аустрије изабран кандидат Социјалдемократске партије Хајнц Фишер.
- 2006 — Тужилаштво за ратне злочине Србије је подигло оптужницу против осам особа за убиство 48 цивила у Сувој Реци, на Космету, 26. марта 1999. године.
- 2010 — Душан Кецман је Партизану донео 4. титулу за редом Јадранске лиге, убацивши, у финалној утакмици у Загребу, Цибони тројку са 3/4 терена на 0,6 секунди до краја.

## Рођења
- 1529 — Фране Петрић, венецијански филозоф, полихистор и хуманиста. (прем. 1597)
- 1874 — Гуљелмо Маркони, италијански инжењер и физичар, један од изумитеља радија, добитник Нобелове награде за физику (1909). (прем. 1937)
- 1833 — Марко Миљанов, српско-црногорски књижевник и војсковођа. (прем. 1901)
- 1903 — Андреј Колмогоров, руски математичар. (прем. 1987)
- 1917 — Ела Фицџералд, америчка џез певачица. (прем. 1996)[1]
- 1927 — Корин Тељадо, шпанска списатељица. (прем. 2009)
- 1939 — Тарчизио Бурњич, италијански фудбалер и фудбалски тренер. (прем. 2021)
- 1940 — Ал Пачино, амерички глумац, редитељ, продуцент и сценариста.
- 1945 — Бјорн Улвеус, шведски музичар, певач, гитариста,текстописац и музички продуцент, најпознатији као члан групе
- 1946 — Владимир Жириновски, руски политичар. (прем. 2022)
- 1946 — Талија Шајер, америчка глумица.
- 1947 — Јохан Кројф, холандски фудбалер и фудбалски тренер. (прем. 2016)
- 1955 — Америко Галего, аргентински фудбалер и фудбалски тренер.
- 1961 — Миран Тепеш, словеначки ски-скакач.
- 1964 — Ханк Азарија, амерички глумац, комичар и продуцент.
- 1969 — Рене Зелвегер, америчка глумица и продуценткиња.
- 1971 — Владимир Ђокић, српски кошаркаш и кошаркашки тренер.
- 1976 — Тим Данкан, амерички кошаркаш.
- 1976 — Рајнер Шитлер, немачки тенисер.
- 1980 — Алехандро Валверде, шпански бициклиста.
- 1981 — Јована Јоксимовић, српска ТВ водитељка и новинарка.
- 1981 — Фелипе Маса, бразилски аутомобилиста, возач Формуле 1.
- 1981 — Честер Мејсон, амерички кошаркаш.
- 1981 — Ања Персон, шведска алпска скијашица.[2]
- 1985 — Душко Пијетловић, српски ватерполиста.
- 1986 — Хуан Себастијан Кабал, колумбијски тенисер.
- 1988 — Џонатан Бејли, енглески глумац.
- 1988 — Стефан Марковић, српски кошаркаш.
- 1994 — Никола Радичевић, српски кошаркаш.
- 1996 — Филип Манојловић, српски фудбалски голман.
- 2000 — Марко Ракоњац, црногорски фудбалер.

## Смрти
- 1472 — Леонбатиста Алберти, италијански сликар (рођ. 1404)
- 1595 — Торквато Тасо, италијански песник (рођ. 1544)
- 1744 — Андерс Целзијус, шведски физичар и астроном (рођ. 1701)
- 1929 — Ђуро Ђаковић, политички радник
- 1938 — Живко Павловић, српски генерал и писац, члан Српске краљевске академије
- 1976 — Керол Рид, енглески филмски редитељ (рођ. 1906)
- 1988 — Валери Соланас, америчка феминисткиња, позната по покушају убиства Ендија Ворхола (рођ. 1936)
- 1995 — Џинџер Роџерс, америчка позоришна и филмска глумица
- 2008 — Милан Кангрга, марксистички филозоф (рођ. 1923)
- 2014 — Тито Виљанова, бивши тренер ФК Барселоне.

## Празници и дани сећања
- Међународни празници
  - Дан борбе против маларије
- Српска православна црква слави:
  - Преподобног Исаака Сирина II
  - Светог Василија исповедника
  - Преподобног Акакија
  - Преподобну Атанасију